# Bradford (Rhode Island)
Bradford – jednostka osadnicza w Stanach Zjednoczonych, w stanie Rhode Island, w hrabstwie Washington.